# Neil Burger

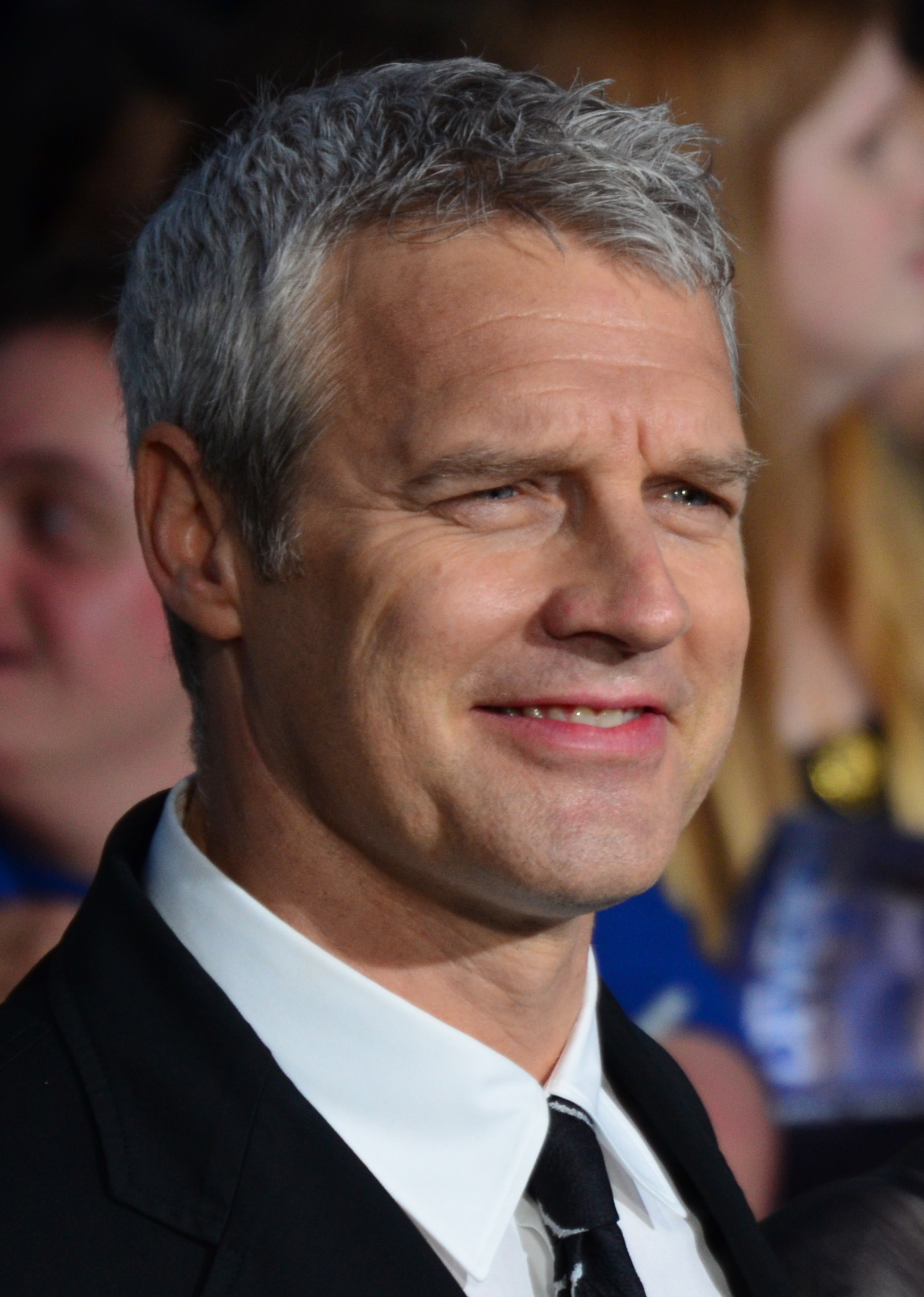
Neil Burger (2015)

Neil Burger (* 1963 in Greenwich, Connecticut) ist ein US-amerikanischer Regisseur, Drehbuchautor und Filmproduzent.

## Leben
Burger absolvierte ein Studium an der Yale University mit einem Abschluss in den schönen Künsten. Er beschäftigte sich in den 1980er Jahren mit experimentellen Filmen. Burger gewann unter anderem den Preis für den besten Film beim Woodstock Film Festival für seinen Pseudo-Dokumentarfilm Interview with the Assassin (2002). Der Film war außerdem bei den Independent Spirit Awards nominiert.
Im Jahr 2006 drehte Burger den Film The Illusionist, den er von der Kurzgeschichte Eisenheim the Illusionist von Steven Millhauser adaptierte. Der Film wurde 2006 beim Sundance Film Festival uraufgeführt und eröffnete im selben Jahr das Seattle International Film Festival.

## Filmografie
Regisseur
- 2002: Interview with the Assassin
- 2006: The Illusionist (The Illusionist)
- 2008: The Lucky Ones
- 2011: Ohne Limit (Limitless)
- 2014: Die Bestimmung – Divergent (Divergent)
- 2016: Billions (Fernsehserie, Episoden 1x01–1x02)
- 2017: Mein Bester & Ich (The Upside)
- 2021: Voyagers
- 2023: Das Erwachen der Jägerin (The Marsh King’s Daughter)
- 2025: Inheritance

Drehbuch
- 2002: Interview with the Assassin
- 2006: The Illusionist (The Illusionist)
- 2008: The Lucky Ones
- 2021: Voyagers
- 2025: Inheritance

Produzent
- 2008: The Lucky Ones
- 2021: Voyagers
- 2025: Inheritance

## Nominierungen und Auszeichnungen
- 2002: Preisträger des Maverick Awards für Interview with the Assassin
- 2003: Preisträger des Prix Tournage beim Festival du film d’Avignon für Interview with the Assassin
- 2003: nominiert in 2 Kategorien für den Independent Spirit Award  für Interview with the Assassin
- 2007: nominiert für den Independent Spirit Award für Der Illusionist
- 2007: nominiert für den USC Scripter Award für Der Illusionist